# Gleb Brusenskij
Gleb Brusenskij (in russo Глеб Брусенский?; Kökşetaw, 18 aprile 2000) è un ex ciclista su strada kazako, è stato professionista dal 2021 al 2024. Nel 2023 si è laureato campione asiatico in linea.

## Palmarès
- 2017 (Juniores)

Campionati kazaki, Prova a cronometro Junior
- 2018 (Juniores)

1ª tappa Tour de DMZ (Ganghwa > Ganghwa)
Classifica generale Tour de DMZ
- 2022 (Astana Qazaqstan Team, una vittoria)

Campionati asiatici, Gara in linea Under-23
- 2023 (Astana Qazaqstan Team, una vittoria)

Campionati asiatici, Gara in linea Elite

### Altri successi
- 2018 (Juniores)

Giochi olimpici giovanili, Gara a squadre maschile

## Piazzamenti

### Classiche monumento
- Parigi-Roubaix

2021: ritirato

### Competizioni mondiali
- Campionati del mondo

Bergen 2017 - Cronometro Junior: 25º
Bergen 2017 - In linea Junior: 34º
Innsbruck 2018 - Cronometro Junior: 20º
Innsbruck 2018 - In linea Junior: 22º
Yorkshire 2019 - In linea Under-23: 49º
Fiandre 2021 - In linea Under-23: 70º
Wollongong 2022 - Cronometro Under-23: 22°
Wollongong 2022 - In linea Under-23: 38º
Glasgow 2023 - In linea Elite: ritirato